# Nokia 9210 Communicator
Nokia 9210 Communicator are un ecran exterior și interior. Dispozitivul oferă un port Infraroșu, conexiune prin cablu serial, un slot MMC.
Are sistemul de operare Symbian 6.0 și este bazat pe platforma Series 80. În statele Unite s-a comercializat sub denumire de Nokia 9290.

## Design
Sub ecranul extern găsim butoanele pentru meniu stânga, dreapta, sus, jos, butonul de apelare și de respingere apel. Sub butoanele meniului găsim tastele numerice.
Lângă ecranul intern are 8 butoane de aplicare (birou, telefon, mesaje, internet, contacte, calendar, Office si Extra) care nu pot fi configurate pentru alte programe. 
Pe partea de jos este interfața RS232 pentru conectarea la un PC pentru sincronizarea prin cablu serial și portul IR.
Antena pe partea de sus a telefonului poate fi lăsat sau întors cu spatele pentru a crește recepția semnalului.
Pe partea din spate a telefonului găsim slotul de card de memorie, difuzorul și un microfon.

## Multimedia
Ecranul extern are rezoluția de 80 x 48 pixeli.
Ecranul intern TFT are dimensiunea de 4.5 inchi și are rezoluția de 640 x 200 pixeli.
9210 suportă formatele audio WAV, AU, WVE și RNG.

## Conectivitate
Are cablu de date și port infraroșu care permite transferul de fișiere, dar nu este compatibil cu dispozitivele mai vechi Symbian. Browser suportă WAP și HTML. Are SMS, fax și client de e-mail.

## Caracteristici
- Ecran TFT de 4.5 inchi cu rezoluția de 640 x 200 pixeli și suportă 4096 culori
- Ecranul secundar are rezoluția de 80 x 48 pixeli
- Procesor ARM 9 tactat la 66 MHz
- Slot card MMC
- Port Infraroșu
- Memorie internă 14 MB și pentru utilizator 2 MB
- Sistem de operare Symbian OS 6.0 S80 UI
- Vizualizator Word/PowerPoint/Excel și PDF

## În cultura populară
În videoclipul pentru piesa "Dilemma" interpretată de Nelly în colaborare cu Kelly Rowland, se poate observa utilizarea telefonului Nokia 9210 de către Kelly Rowland.